# Courgis
Courgis é uma comuna francesa na região administrativa de Borgonha-Franco-Condado, no departamento de Yonne. Estende-se por uma área de 10,12 km². Em 2010 a comuna tinha 266 habitantes (densidade: 26,3 hab./km²).